# Gracilodes caffra
Gracilodes caffra är en fjärilsart som beskrevs av Achille Guenée 1852. Gracilodes caffra ingår i släktet Gracilodes och familjen nattflyn. Inga underarter finns listade i Catalogue of Life.